# Vittorito
Vittorito é uma comuna italiana da região dos Abruzos, província de Áquila, com cerca de 1 012 habitantes. Estende-se por uma área de 14 km², tendo uma densidade populacional de 72 hab/km². Faz fronteira com Corfínio, Molina Aterno, Popoli (PE), Raiano, San Benedetto in Perillis.

## Demografia
| Variação demográfica do município entre 1861 e 2011                               |
|                                                                                   |
| Fonte: Istituto Nazionale di Statistica (ISTAT) - Elaboração gráfica da Wikipedia |